# CLIC6
Hloridni intracelularni kanal, protein 6 je protein koji je kod ljudi kodiran  genom. Ovaj gen je deo velikog trostrukog regiona nađenog na hromozomima 1, 6, i 21. Alternativno splajsovane transkriptne varijante su poznate, ali njihov biološki značaj nije poznat.

## Interakcije
formira interakcije sa dopaminskim receptorom D3.

## Literatura
- Singh H (2010). „Two decades with dimorphic Chloride Intracellular Channels (CLICs)”. Febs letters. 584 (10): 2112—21. PMID 20226783. doi:10.1016/j.febslet.2010.03.013.
- Hillier LD; Lennon G; Becker M (1997). „Generation and analysis of 280,000 human expressed sequence tags”. Genome Res. 6 (9): 807—28. PMID 8889549. doi:10.1101/gr.6.9.807.
- Strippoli P; D'Addabbo P; Lenzi L (2003). „Segmental paralogy in the human genome: a large-scale triplication on 1p, 6p, and 21q”. Mamm. Genome. 13 (8): 456—62. PMID 12226712. doi:10.1007/s00335-001-2157-0.
- Strausberg RL; Feingold EA; Grouse LH (2003). „Generation and initial analysis of more than 15,000 full-length human and mouse cDNA sequences”. Proc. Natl. Acad. Sci. U.S.A. 99 (26): 16899—903. PMC 139241 . PMID 12477932. doi:10.1073/pnas.242603899.
- Scanlan MJ; Gout I; Gordon CM (2003). „Humoral immunity to human breast cancer: antigen definition and quantitative analysis of mRNA expression”. Cancer Immun. 1: 4. PMID 12747765.
- Griffon N; Jeanneteau F; Prieur F (2003). „CLIC6, a member of the intracellular chloride channel family, interacts with dopamine D(2)-like receptors”. Brain Res. Mol. Brain Res. 117 (1): 47—57. PMID 14499480. doi:10.1016/S0169-328X(03)00283-3.
- Friedli M; Guipponi M; Bertrand S (2004). „Identification of a novel member of the CLIC family, CLIC6, mapping to 21q22.12”. Gene. 320: 31—40. PMID 14597386. doi:10.1016/S0378-1119(03)00830-8.
- Ota T; Suzuki Y; Nishikawa T (2004). „Complete sequencing and characterization of 21,243 full-length human cDNAs”. Nat. Genet. 36 (1): 40—5. PMID 14702039. doi:10.1038/ng1285.
- Gerhard DS; Wagner L; Feingold EA (2004). „The Status, Quality, and Expansion of the NIH Full-Length cDNA Project: The Mammalian Gene Collection (MGC)”. Genome Res. 14 (10B): 2121—7. PMC 528928 . PMID 15489334. doi:10.1101/gr.2596504.

## Spoljašnje veze
- CLIC6+protein,+human на 